# Форт-Уэстерн

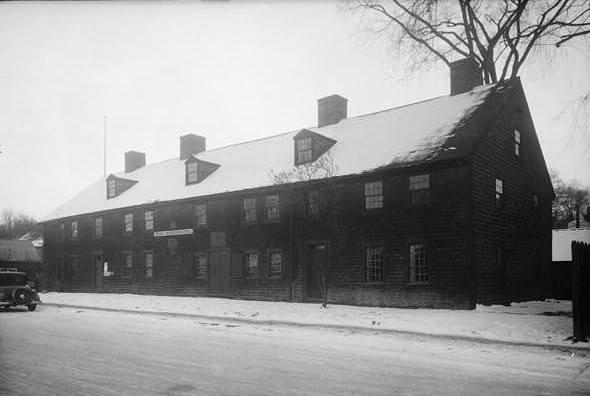

Форт-Уэстерн (англ. Fort Western) — старейший из сохранившихся в США деревянных фортов. С 1973 года — национальный исторический памятник. Расположен в столице штата Мэн Огасте.
Форт был построен англичанами в 1754 году на реке Кеннебек, является типичным деревянным военным укреплением XVIII века. Форт никогда не был атакован врагами, и весь комплекс (склады, штаб, блокгаузы, палисад) сохранился до настоящего времени. В летнее время как музей Форт-Уэстерн доступен посетителям.